# Lago (Italie)
Pour les articles homonymes, voir Lago.
Lago est une commune de la province de Cosenza, dans la région de Calabre, en Italie.

## Culture
La ville célèbre deux fêtes locales :
- Santa  Marina (patronne de Terrati) le 17 juillet ;
- Sagra del peperoncino (fête du piment) le 20 août.

## Administration
| Période                                  | Période  | Identité         | Étiquette | Qualité         |
| ---------------------------------------- | -------- | ---------------- | --------- | --------------- |
| 14 juin 2004                             | En cours | Vittorio Cupelli |           | Centre - droite |
| Les données manquantes sont à compléter. |          |                  |           |                 |

### Hameaux
Aria di lupi, Cafosa, Chiorio, Fontanella, Greci, Palomandro, Paragieri, Piscopie, Ponticelli, Porcile, Rovettari, Sangineto, Scavolio, Terrati (jusqu'en 1927, c'était une commune autonome), Vasci, Versaggi, Zaccanelle

### Communes limitrophes
Aiello Calabro, Belmonte Calabro, Domanico, Grimaldi (Italie), Mendicino, San Pietro in Amantea, Amantea

### Jumelages
- Harare,  Zimbabwe